# Kerak (erőd)

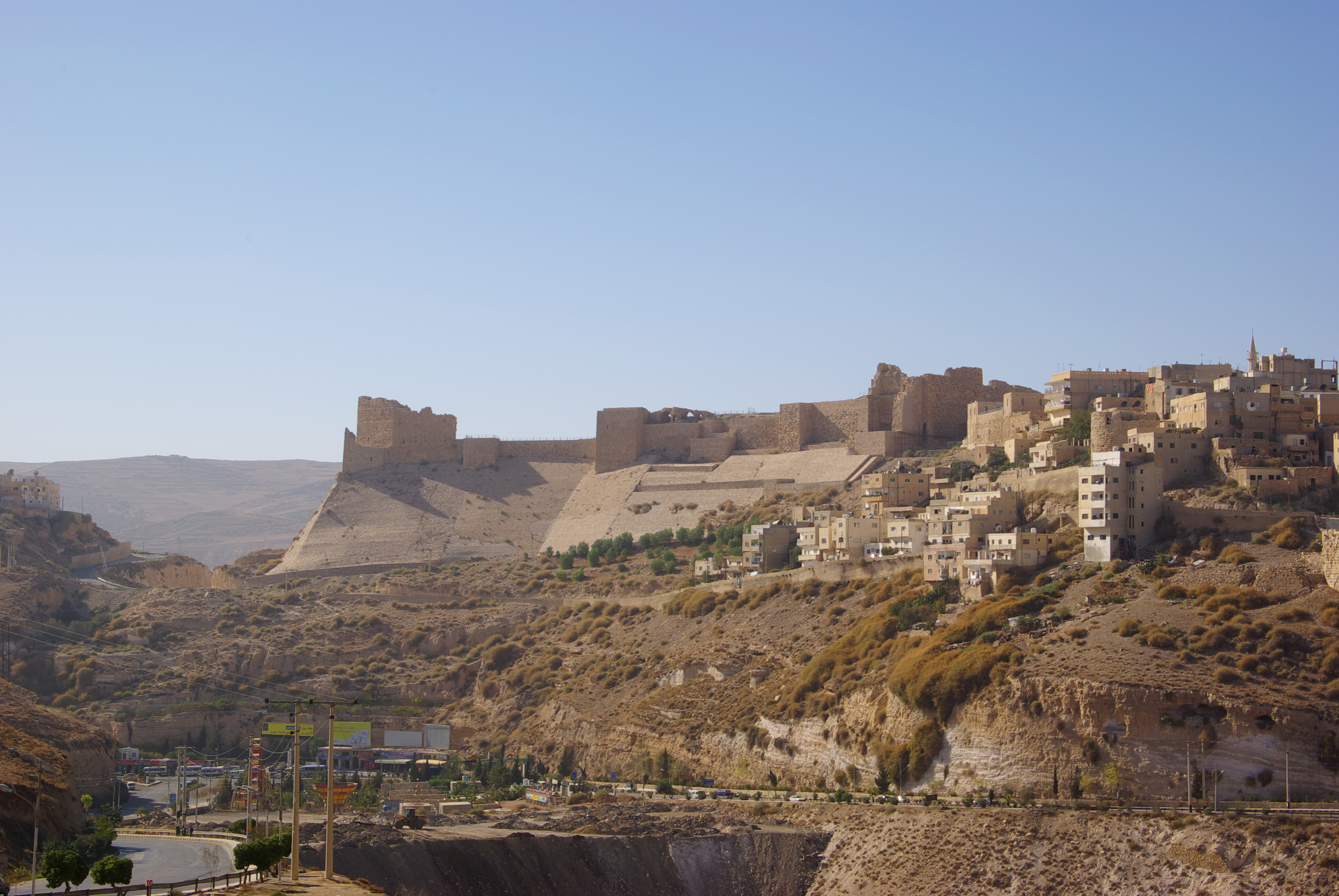

Kerak (arabul: قلعة الكرك, Qal'at al-Karak) egyike a Szentföldön épített legnagyobb keresztes váraknak. A jordániai al-Karak településen található.
A várépítkezés az 1140-es években vette kezdetét Paganus pohárnokmester parancsára. A keresztesek a várat Crac des Moabitesnak hívták, a történelemkönyvek is gyakran hivatkoznak rá ezzel a névvel. Ekkor Paganus volt Oultrejourdain (régi francia kifejezés, mely a Jordánon túli területekre utal) ura, így Kerak lett a Jordánon túli területek központja, a nálánál gyengébb Montréal erődjét váltva. Kerak a Jordán folyótól keletre, a Damaszkusz és Egyiptom valamint Mekka közötti kereskedelmi utak találkozásánál fekszik, s vigyázza azokat. Paganus után Nablusi Fülöpre és Mauriciuszra, az unokaöccseire szállt Kerak, akik tornyokkal erősítették meg az erődöt, valamint az északi és déli oldalt egy-egy mély, sziklába vájt árokkal tették megközelíthetetlenné. A várban fennmaradt keresztes építészet legjelesebb példája az északi falba vájt kétszintes, boltíves védett folyosó, mely istállóként, illetve szállásként funkcionált, valamint a vár lövetése esetén ez nyújtott biztonságos fedezéket a védőknek. 1176-ban Rajnald de Châtillon szerezte meg Kerak erődjét, azzal, hogy nőül vette Nablusi Stephaniet. Kerak várából Rajnald folyamatosan zargatta a vár lábánál áthaladó karavánokat, fosztogatta az arra áthaladókat, mi több egyszer Mekka ellen indult csapataival. Szaladint felbőszítette Rajnald magatartása, s támadásaira válaszul 1183-ban megostromolta Kerakot. Az ostrom IV. Toroni Henfrid és Jeruzsálemi Izabella esküvője idején vette kezdetét, így némi tárgyalás után Szaladin lovagi erényeiről adott tanúbizonyságot, azzal, hogy megígérte ostromgépeivel nem löveti azt a termet, ahol a friss házasok lettek elszállásolva. Az ostromlott Kerakot végül IV. Balduin mentette fel. Az 1187-es hattini csata után 1189-ben Szaladin ismételten megostromolta Kerakot, s ekkor már sikerrel járt, bevette az erődöt. 1263-ban Baibar, egy mameluk uralkodó további erődítési munkálatok végrehajtására adott utasítást, parancsára az északnyugati sarkot egy toronnyal erősítették meg. 1840-ben Ibrahim Pasa foglalta el Kerakot. Parancsot adott a védművek elbontására.